# Jared Tallent
Jared Tallent, född den 17 oktober 1984, är en australisk friidrottare som tävlar i gång.
Tallent deltog vid VM för juniorer 2001 där han slutade på 19:e plats i 10 km gång. Som senior deltog han vid VM 2005 i Helsingfors där han slutade på 18:e plats. Bättre gick det vid Samväldesspelen 2006 där han slutade på tredje plats i 20 km gång.
Vid Olympiska sommarspelen 2008 deltog han i både 20 km och 50 gång och tog medalj i båda disciplinerna. På den längre distansen blev det silver och den kortare brons.